# Sandträsk
Sandträsk är en ort i Bodens kommun belägen i Edefors socken cirka 40 km norr om Boden utmed Malmbanan. SCB räknade år 1990 Sandträsk som två småorter med benämningarna Sandträsk och Sandträskgården. De omfattade båda 11 hektar och hade 58 respektive 69 invånare. Sedan dess har befolkningen i de båda orterna aldrig kommit upp över 50 personer och området räknas inte längre som en småort.
Byn har fått sitt namn från sjön Sandträsket som är en fiskesjö.
I byn finns flera olika föreningar, bland annat Sandträsk Sportklubb, Sandträsk Gransjö Byagemenskap och Gransjö Sandträsk Jakt och Fiske.

## Historia

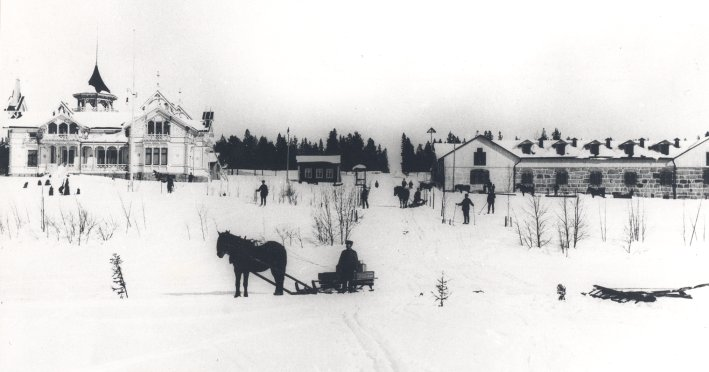
CO Bergmans jordbruk i Sandträsk.

Sandträsks historia började 1792 med nybyggaren Jöns Jönsson. Den 18 april 1887 köpte överste Carl Otto Bergman en egendom i Sandträsk och anlade ett jordbruk med en ståtlig herrgårdsbyggnad enligt Carl Östermans ritningar . Som mest hade Bergman 80 fjällkor och 14 hästar på gården. Denna egendom kom att kallas Sandträskgården och togs över av Norrbottens läns landsting 1908, och 1913 invigdes Sandträsk sanatorium.
Del 2 i säsong 2 av SVT-serien Hemliga svenska rum handlade om sanatoriet i Sandträsk.
Stationshuset i Sandträsk revs september 2006.